# Ziad Rahbani
Ziad Rahbani (także Ziyad al-Rahbany; arab. زياد رحباني; ur. 1 stycznia 1956 w Antiljas, zm. 26 lipca 2025) – libański kompozytor, pianista i wokalista.

## Dyskografia
- Belly Dance (1972)
- Bil Afrah (1972)
- Sahrieh - Songs (1973)
- Abou Ali (1979)
- Ana Mosh Kafer (1985)
- Hodou' Nisbi (1985)
- Bema Enno (1996)
- Amrak Seedna (2000)
- Bnisba la boukra shou
- Monodose (2001)
- Live at Damascus Citadel (2009)

## Źródła
- Dyskografia. discogs.com. [dostęp 2025-07-26].
- Ziad Rahbani w bazie IMDb (ang.)